# Edward Burnett Tylor
Edward Burnett Tylor (Londres, 2 de outubro de 1832 - Wellington, 2 de janeiro de 1917) foi um antropólogo britânico e professor de antropologia.

## Carreira
A primeira publicação de Tylor foi resultado de sua viagem ao México em 1856 com Henry Christy, um colega Quaker, etnólogo e arqueólogo. Suas notas sobre as crenças e práticas das pessoas que encontrou foram a base de sua obra Anahuac: Or Mexico and the Mexicans, Ancient and Modern (1861), publicada após seu retorno à Inglaterra. Tylor continuou a estudar os costumes e crenças das comunidades tribais, tanto existentes quanto pré-históricas (com base em achados arqueológicos). Ele publicou sua segunda obra, Researches into the Early History of Mankind and the Development of Civilization, em 1865. Em seguida, veio sua obra mais influente, Primitive Culture (1871). Isso foi importante não apenas por seu estudo minucioso da civilização humana e contribuições para o emergente campo da antropologia, mas por sua inegável influência sobre um punhado de jovens estudiosos, como J. G. Frazer, que se tornariam discípulos de Tylor e contribuiriam muito para o desenvolvimento científico. estudo da antropologia nos anos posteriores.
As ideias de Tylor tipificam o evolucionismo cultural do século XIX. Em suas obras Primitive Culture (1871) e Anthropology (1881), definiu o contexto do estudo científico da antropologia, com base nas teorias evolutivas de Charles Lyell. Ele acreditava que havia uma base funcional para o desenvolvimento da sociedade e da religião, que ele determinou ser universal. Tylor sustentava que todas as sociedades passavam por três estágios básicos de desenvolvimento: da selvageria, da barbárie à civilização. Tylor é uma figura fundadora da ciência da antropologia social, e seus trabalhos acadêmicos ajudaram a construir a disciplina da antropologia no século XIX. Ele acreditava que "a pesquisa na história e pré-história do homem [...] poderia ser usada como base para a reforma da sociedade britânica".
Tylor reintroduziu o termo animismo (fé na alma individual ou anima de todas as coisas e manifestações naturais) em uso comum. Ele considerava o animismo como a primeira fase no desenvolvimento das religiões.

## Pensamento

### Classificação e críticas

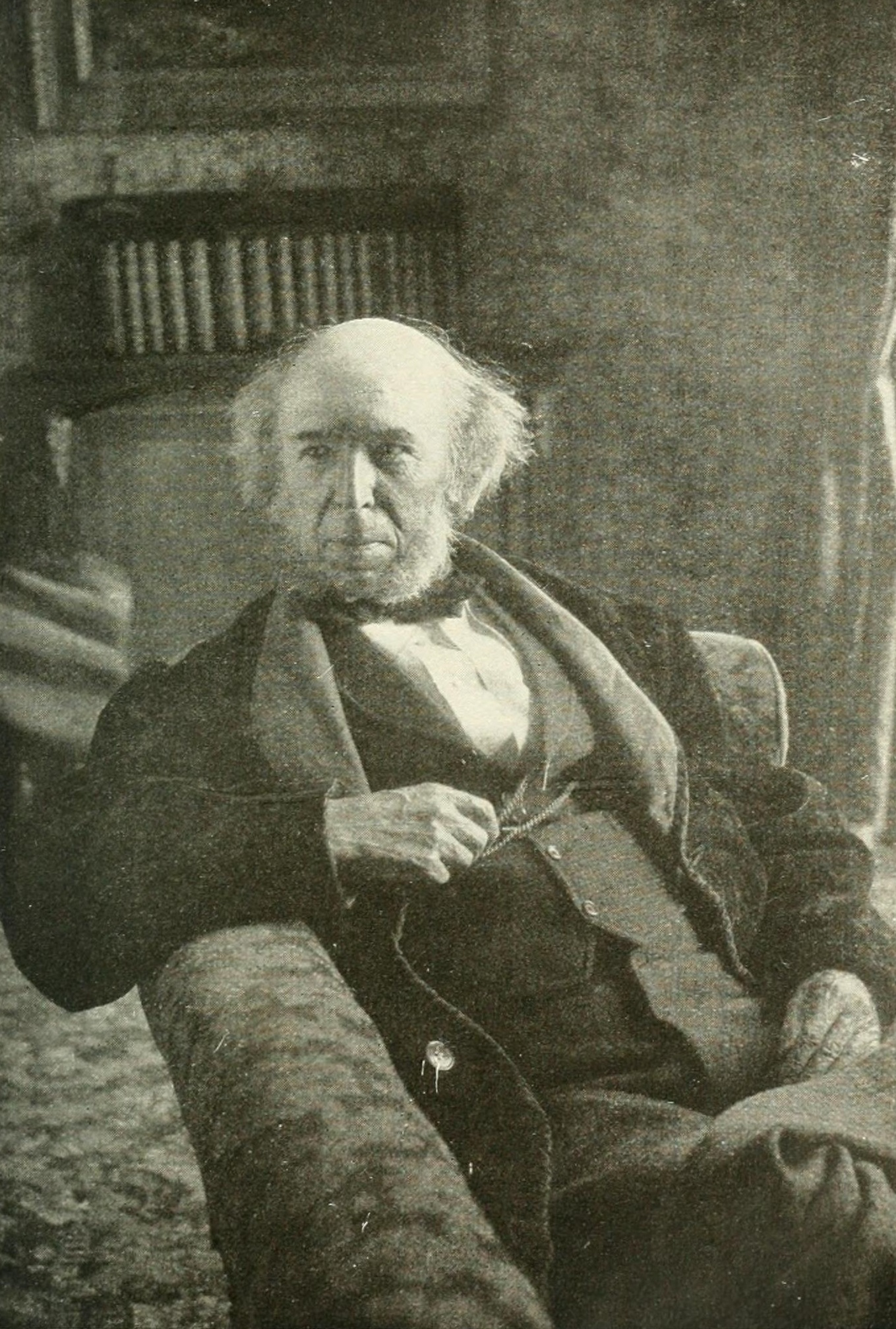
Herbert Spencer, evolutionist par excellence

A palavra evolução está para sempre associada na mente popular com a Teoria da Evolução de Charles Darwin, que professa, entre outras coisas, que o homem como espécie se desenvolveu diacronicamente a partir de algum ancestral entre os primatas que também foi ancestral dos grandes símios, como eles são popularmente denominados, mas esse termo não era um neologismo de Darwin. Ele o tirou do meio cultural, onde significava etimologicamente "desdobramento" de algo heterogêneo e complexo de algo mais simples e homogêneo. Herbert Spencer, contemporâneo de Darwin, aplicou o termo ao universo, incluindo a filosofia e o que Tylor mais tarde chamaria de cultura. Essa visão do universo era geralmente chamada de evolucionismo, enquanto seus expoentes eram evolucionistas.
Em 1871, Tylor publicou Primitive Culture, tornando-se o criador da antropologia cultural. Seus métodos eram etnografia comparativa e histórica. Ele acreditava que uma "uniformidade" se manifestava na cultura, resultado da "ação uniforme de causas uniformes". Ele considerava seus exemplos de conceitos e práticas etnográficas paralelas como indicativos de "leis de pensamento e ação humanos". Ele era um evolucionista. A tarefa da antropologia cultural, portanto, é descobrir "estágios de desenvolvimento ou evolução".
O evolucionismo se distinguia de outro credo, o difusionismo, postulando a disseminação de itens culturais de regiões de inovação. Um dado paralelismo aparente tinha, portanto, pelo menos duas explicações: as instâncias descendem de um ancestral evolutivo, ou são semelhantes porque alguém se difundiu na cultura de outro lugar. Essas duas visões são exatamente paralelas ao modelo de árvore e ao modelo de onda da lingüística histórica, que são instâncias do evolucionismo e do difusionismo, sendo as características da linguagem instâncias da cultura.
Duas outras classificações foram propostas em 1993 por Upadhyay e Pandey,  Escola Evolutiva Clássica e Escola Neo Evolutiva, a Clássica a ser dividida em britânica, americana e alemã. A Classical British Evolutionary School, principalmente na Universidade de Oxford, dividiu a sociedade em dois estágios evolutivos, selvageria e civilização, com base na arqueologia de John Lubbock, 1º Barão de Avebury. Upadhyay e Pandey listam seus adeptos como Robert Ranulph Marett, Henry James Sumner Maine, John Ferguson McLennan e James George Frazer, bem como Tylor. Marett foi o último homem de pé, morrendo em 1943. Na época de sua morte, a arqueologia de Lubbock havia sido atualizada. A Escola Americana, começando com Lewis Henry Morgan, também foi substituída, sendo ambas substituídas pela Escola Neoevolucionista, começando com V. Gordon Childe. Ele atualizou a arqueologia e tendeu a omitir os nomes das sociedades intervenientes, como selvageria; por exemplo, o Neolítico é tanto uma tradição de ferramentas quanto uma forma de sociedade.
Existem algumas outras classificações. Os teóricos de cada classificação têm suas próprias críticas às linhas Clássicas/Neoevolutivas, que apesar delas continuam sendo a visão dominante. Algumas críticas são resumidas a seguir. Não há realmente nenhuma universalidade; ou seja, os paralelos aparentes são acidentais, sobre os quais o teórico impôs um modelo que realmente não cabe. Não há causalidade uniforme, mas causas diferentes podem produzir resultados semelhantes. Todos os grupos culturais não têm os mesmos estágios de desenvolvimento. Os teóricos são antropólogos de poltrona; seus dados são insuficientes para formar abstrações realistas. Eles ignoraram a difusão cultural. Eles negligenciaram a inovação cultural. Nenhum dos críticos reivindica prova definitiva de que suas críticas são menos subjetivas ou interpretativas do que os modelos que criticam.

## Livros
- 1861 Anahuac: or, Mexico and the Mexicans, Ancient and Modern. London: Longman, Green, Longman and Roberts. 1861
- 1865 Researches into the Early History of Mankind and the Development of Civilization. London: John Murray. 1865
- 1867 Tylor, Edward B. (1867). «Phenomena of the Higher Civilisation: Traceable to a Rudimental Origin among Savage Tribes» (PDF). Anthropological Review. 5 (18/19): 303–314. JSTOR 3024922. doi:10.2307/3024922
- 1871 Primitive Culture. 1. London: John Murray. 1871
- 1871 Primitive Culture. 2. London: John Murray. 1871
- 1877 Tylor, Edward B. (1877). «Remarks on Japanese Mythology» (PDF). The Journal of the Anthropological Institute of Great Britain and Ireland. 6: 55–60. JSTOR 2841246. doi:10.2307/2841246
- 1877 Spencer, Herbert; Tylor, Edward B. (1877). With Herbert Spencer. «Review of The Principles of Sociology». Mind. 2 (7): 415–429. JSTOR 2246921. doi:10.1093/mind/os-2.7.415
- 1880 Tylor, Edward B. (1880). «Remarks on the Geographical Distribution of Games» (PDF). The Journal of the Anthropological Institute of Great Britain and Ireland. 9: 23–30. JSTOR 2841865. doi:10.2307/2841865
- 1881 Tylor, E. B. (1881). «On the Origin of the Plough, and Wheel-Carriage». The Journal of the Anthropological Institute of Great Britain and Ireland. 10: 74–84. JSTOR 2841649. doi:10.2307/2841649
- 1881 Anthropology an introduction to the study of man and civilization. London: Macmillan and Co. 1881
- 1882 Tylor, Edward B. (1882). «Notes on the Asiatic Relations of Polynesian Culture». The Journal of the Anthropological Institute of Great Britain and Ireland. 11: 401–405. JSTOR 2841767. doi:10.2307/2841767
- 1884 Tylor, E. B. (1884). «Old Scandinavian Civilisation Among the Modern Esquimaux» (PDF). The Journal of the Anthropological Institute of Great Britain and Ireland. 13: 348–357. JSTOR 2841897. doi:10.2307/2841897
- 1884 «Life of Dr. Rolleston». Scientific Papers and Addresses by George Rolleston. I. Oxford: Clarendon Press. 1884. pp. lx–lxv
- 1889 Tylor, Edward B. (1889). «On a Method of Investigating the Development of Institutions; applied to Laws of Marriage and Descent» (PDF). Journal of the Royal Anthropological Institute. 18: 245–272. JSTOR 2842423. doi:10.2307/2842423. hdl:2027/hvd.32044097779680
- 1890 Tylor, E. B. (1890). «Notes on the Modern Survival of Ancient Amulets Against the Evil Eye» (PDF). The Journal of the Anthropological Institute of Great Britain and Ireland. 19: 54–56. JSTOR 2842533. doi:10.2307/2842533
- 1896 «The Matriarchal Family System». Nineteenth Century. 40: 81–96. 1896
- 1896 American Lot-Games as Evidence of Asiatic Intercourse Before the Time of Columbus. Leiden: E.J. Brill. 1896
- 1898 Tylor, Edward B. (1899). «Remarks on Totemism, with Especial Reference to Some Modern Theories Respecting It» (PDF). The Journal of the Anthropological Institute of Great Britain and Ireland. 28 (1/2): 138–148. JSTOR 2842940. doi:10.2307/2842940
- 1898 Three Papers. London: Harrison and Sons
- 1905 Tylor, Edward B. (1905). «Professor Adolf Bastian: Born June 26, 1826; Died February 3, 1905» (PDF). Man. 5: 138–143. JSTOR 2788004